# Њу Бедфорд (Масачусетс)
Њу Бедфорд (енгл. New Bedford) град је у америчкој савезној држави Масачусетс. По попису становништва из 2010. у њему је живело 95.072 становника.

## Демографија
Према попису становништва из 2010. у граду је живело 95.072 становника, што је 1.304 (1,4%) становника више него 2000. године.
|                   | 2010.           | 2000.           |
| Укупно            | 95 072 (100,0%) | 93 768 (100,0%) |
| Белци             | 64 598 (67,95%) | 70 520 (75,21%) |
| Хиспаноамериканци | 15 916 (16,74%) | 9 576 (10,21%)  |
| Остали            | 7 582 (7,975%)  | 8 946 (9,541%)  |
| Афроамериканци    | 6 083 (6,398%)  | 4 112 (4,385%)  |
| Азијати           | 893 (0,939%)    | 614 (0,655%)    |